# Paul Falkenberg
Paul Falkenberg ( 1848 - 1925) fue un botánico y algólogo alemán, y profesor de botánica y director del Jardín botánico Rostock. Era hijo de un consejero del Ayuntamiento, estudiando en Berlín, Heidelberg y Gotinga. En 1876 se convirtió en miembro de la IV Cuerpo Hildesia
Reconocido, principalmente, por su trabajo en anatomía y morfología de las plantas “Vergleichende Untersuchungen der Vegetationsorgane der Monocotyledonen”, Stuttgart, 1876, y también, por sus estudios en talofitas o algas.
Falkenberg se dedicó intensamente al estudio del extenso grupo de Rhodomelaceae (“Rhodomelaceae”) en la obra de Adolf Engler y Prantl Die natürlichen Pflanzenfamilien, Leipzig. 1897).

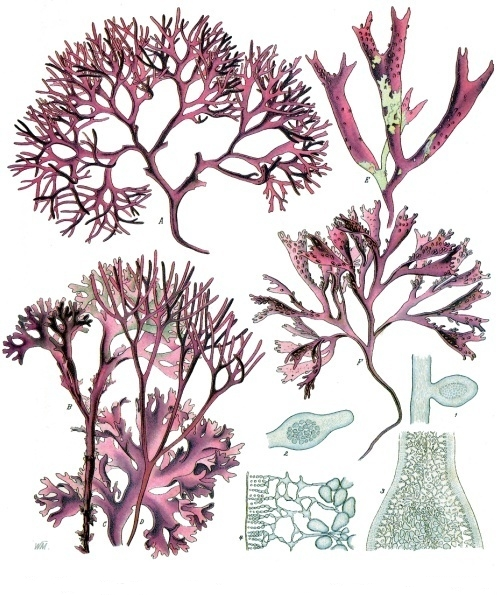
Algas, familia Rhodomelaceae.

## Obra
- Falkenberg, P. 1876. "Vergleichende Untersuchungen über den Bau der Vegetationsorgane der Monocotyledonen." Ferdinand Enke, Stuttgart. pp. 220
- Falkenberg, P., 1881. Die Algen im weitesten Sinne. In: A. Schenk - Handbuch der Botanik. 23. Lieferung. pp. 159-302, 25 figs. Encyklopaedie der Naturwissenschaften. Erste Abtheilung. Vol. 2 (1882). Eduard Trewendt, Breslau. XI + 696 pp., 96 figs. Characeen pp. 240-248, fig. 13[2]
- Schmitz, Fr., Falkenberg, P. 1897. Rhodomelaceae. In Die Natürlichen Pflanzenfamilien. 1(2) (eds. A. Engler and K.Prantl.) pp. 421–480
- Falkenberg, P. 1901. Die Rhodomelaceen des Golfes von Neapel und der angrenzenden Meeres-abschnitte. Frielander und Sohn, Berlín. xvi + 754 pp.

## Honores

### Epónimos
- (Bromeliaceae) Vriesea falkenbergii Hort. Bull.[3]

- (Orchidaceae) Restrepia falkenbergii Rchb.f.[4]

- La abreviatura «Falkenb.» se emplea para indicar a Paul Falkenberg como autoridad en la descripción y clasificación científica de los vegetales.[5]